# 阿尔塞尼奥·马丁内斯·坎波斯
阿尔塞尼奥·马丁内斯·坎波斯-安东（西班牙語：Arsenio Martínez-Campos y Antón，1831年12月14日—1900年9月23日) ，西班牙保守党政治人物。曾任首相、古巴总督等职务。他大力支持1874年波旁王朝的复辟，参与了西班牙在摩洛哥、古巴、墨西哥等地的殖民地战争。

## 早年生涯
1831年12月14日出生于塞戈维亚。父亲是西班牙总参谋部准将拉蒙·马丁内斯·德·坎波斯。幼年在父亲服役的萨拉曼卡度过。1848年5月返回马德里，进入总参谋部学院学习，获预备役少尉军衔。1852年4月毕业，进入西班牙总参谋部工作，获中尉军衔。在陆军掷弹兵团和骑兵国王团的实习后，他被派往瓦伦西亚，担任瓦伦西亚卡拉特拉瓦驻军司令。1853年2月转任当地驻军参谋部。同年4月晋升骑兵上尉军衔。1854年晋升总参谋部上尉。同年8月被派往马德里陆军总参谋部任教官。1856年7月参与平叛战斗，以战功获卡洛斯三世勋章。随后返回总参谋部军事学院学习。1859年担任军事学院教授。9月被派往摩洛哥服役，参加第一次摩洛哥战争；因战功晋升中校军衔，并授予圣费尔南多十字勋章。1861年参与法国武装干涉墨西哥的战争。
1862年3月返回西班牙，在总参军事学院任教授。1864年被派往纳瓦拉和阿拉贡服役。由于资历，他被任命为总参谋长，晋升陆军上校军衔。
1869年前往古巴服役，参与镇压古巴独立战争。1871年4月因战功晋升准将军衔并返回西班牙。回国后担任旅长，参加第三次卡洛斯战争。1873年被第一共和国总统尼古拉斯·帕尔梅隆任命为阿利坎特和瓦伦西亚驻军司令。1874年升任师长。

## 复辟波旁
1874年1月3日，曼努埃尔·帕维亚将军发动政变，解散参议院，西班牙第一共和国名存实亡。目睹动荡的政局，马丁内斯-坎波斯对和平恢复君主制产生失望。1874年12月29日，他在萨贡托发动兵变，拥立伊莎贝拉二世之子阿方索成为新国王，是为阿方索十二世。
新国王继位后马丁内斯-坎波斯被任命为镇压加泰罗尼亚和纳瓦拉的卡洛斯派分子的军事指挥官。11月19日，加泰罗尼亚的卡洛斯派分子被剿灭。1876年2月28日，纳瓦拉自治区首府潘普洛纳被攻占，阿方索十二世进入城市，第三次卡洛斯战争结束。战后马丁内斯-坎波斯晋升上将军衔。

## 古巴总督
1876年10月被任命为古巴总督。他率领岛上的西班牙军队击败了古巴独立分子的多次进攻。但他意识到长期的战争给古巴带来了巨大的损失。于是他便采取宽容政策，开始与独立分子和谈。他宣布对所有放下武器的人实行大赦。独立军厌倦了战争，开始放弃战斗，许多独立军士兵投降。
1878年2月7日，他与起义军首领文森特·加西亚·冈萨雷斯举行了秘密会议，并传达了让他们放弃武器的条件。最终，在2月10日，双方签署了《赞洪和约》，结束了十年的战争。
签署和约后，马丁内斯-坎波斯试图与丛林中的奴隶抵抗者接触。最终古巴的奴隶反抗者宣布投降。1878年3月，双方在圣地亚哥附近开始和谈。但谈判最终破裂，战争再次爆发。1879年2月，马丁内斯-坎波斯返回西班牙本土。

## 回国任职
回国后被选为参议员。1879年3月被选为首相，兼任战争大臣。因为保守党党首卡诺瓦斯反对废除奴隶制，马丁内斯-坎波斯选择辞职并加入了自由党。
1881年至1883年，在萨加斯塔内阁中担任战争大臣。期间参与创立了西班牙将官军事学院的创立。1882年，阿方索十二世正式下诏在托莱多城堡创立将官学院。

## 第一次梅利利亚战争
1890年以来，西班牙军队与摩洛哥里夫人的冲突不断加剧。里夫人不断地偷袭西班牙在摩洛哥的部队。1893年10月27日，卡布雷里萨斯阿尔塔斯堡垒遭到袭击，梅利利亚军事总督胡安·加西亚·马尔加洛少将和他的一部分士兵在袭击中丧生。西班牙政府立即组织了一支由马丁内斯-坎波斯领导的2万人的军队前往摩洛哥。
由于害怕战争，苏丹哈桑一世派他的兄弟带着军队镇压了里夫部落。1894年3月5日，马丁内斯-坎波斯与苏丹签署了和约，冲突由此结束。
1893年，马丁内斯-坎波斯任加泰罗尼亚驻军司令。在参加阅兵式时，他遭遇了无政府主义者保利诺·帕拉斯的刺杀，但只受了轻伤。

## 古巴独立战争
1895年，西班牙在古巴的殖民统治岌岌可危。马丁内斯-坎波斯再次被派往古巴担任总督，西班牙政府试图让他镇压古巴独立运动。这场战役从一开始就遇到了困难。西班牙军队在古巴感染了疟疾和黄热病，非战斗减员大量增加。此外，独立军使用游击战击退了数量众多的西班牙军队。在独立军进行了几个月的游击战并占领了不设防的城镇后，坎波斯试图在7月发起决战。然而，叛军从西班牙军队的围剿中突围，这是西班牙的一大耻辱。
随着来自叛军和政府的压力越来越大，坎波斯开始考虑采取更极端的措施。他试图将古巴人集中在西班牙军队守卫的村庄居住，试图断绝他们与独立军的联系。但他本人拒绝执行这项建议。最终在1896年1月辞职。

## 晚年生活
返回西班牙后，1896年1月19日被任命为战争委员会海军大臣，但一个月后辞职。1900年9月23日于薩勞斯逝世，享年68岁。